# Simó bar Giora
Simó bar Giora pretendent reial durant la Primera guerra judeoromana (66-70 dC), originari del sud de Judea. Simó organitzà un grup d'alliberament dels presoners, acció típicament messiànica, per tot Judea abans d'entrar a Jerusalem. Va ocupar el palau reial d'Herodes, l'últim bastió de la resistència jueva a la capital, que les legions de Titus, el general romà, només van poder ocupar dies després de la destrucció del temple. Endut a Roma com a presoner de guerra, Simó va participar encadenat en la desfilada triomfal del general victoriós; després fou executat per alta traïció a Cèsar.
- Veure Messies